# كفر رمادة
كفر رمادة إحدى قرى مركز قليوب التابع لمحافظة القليوبية بجمهورية مصر العربية.

## السكان
بلغ عدد سكان كفر رمادة والترجمان 12,860 نسمة، حسب الإحصاء الرسمي لعام 2006.